# 指導者原理
指導者原理（しどうしゃげんり、独: Führerprinzip、 発音）とは、国家社会主義ドイツ労働者党（ナチス／ナチ党）が掲げた理論。被指導者に対して指導者（ナチ党における総統アドルフ・ヒトラー）が無条件の服従と忠誠を要求する思想であり、ナチズムの根幹原理。ナチズムとナチ哲学において、指導者原理は「神の法則」、「自然法則」とも呼ばれていた。

## 概要
指導者原理は、ナチ党およびナチス・ドイツの統治構造における政治的権威の重要な概念である。これにおいて、上位の指導者は下位には無制約の権威を持つが責任は負わず、下位の者は上位の指導者に絶対的な責任を負うというものであった。これをヨアヒム・フェストは「全指導者の権威は下へ、そして責任は上へ」と表した。権威の源泉は民族共同体（Volksgemeinschaft）の「指導者（Führer）」たるアドルフ・ヒトラーであり、究極的には彼に対して民族の全ての構成員が服従し、忠誠を誓うことであった。
指導者原理は「社会進化論」に基づくものであり、この原理はナチス・ドイツ第三帝国の法哲学で「神の法則（Gottesgesetz）」、「自然法則（Naturgesetz）」とされていた。また血の純粋性や忠誠原理と同様、（ドイツ民族の）「生存法則」（Lebensgesetz）として扱われた。

## 歴史
設立当時のナチ党では幹部の討議が行われており、指導者の独裁体制は行われていなかった。しかし1921年にヒトラーが第一議長となった頃から、ディートリヒ・エッカートやエルンスト・レームといった支持者は彼を「Führer（指導者）」と呼ぶようになり、次第に神格化が始まった。しかし党内においてヒトラーの地位が絶対化するのは、党内に絶対的な指導者としての地位を承認させた1926年のバンベルク会議以降である。同年5月25日の党員総会でヒトラーは党内幹部の任免権を獲得し、党における指導者原理体制が確立した。以降、ヒトラーの指導者としての地位は揺らぐことはなく、党の組織部によって編纂された「ナチ党組織書（Organisationsbuch der NSDAP）」にも次のような宣誓文が記載されるようになった。
ナチ党の権力掌握の直後に選挙を行い、その勝利を「ナチ党及びその指導者であるヒトラーが民族と国家を指導する」体制が確立されたものと喧伝し、「ヒトラーと党が国家を指導する」と主張、指導者原理はナチス・ドイツの支配体制として強調されるようになった。ディートリヒ・ボンヘッファーのように指導者原理を批判した者もいたが、やがてそうした声は封じ込められていった。本来は合議体であった内閣もやがてヒトラーの独裁となり、「内閣の中で指導者の権威が完全に確立されるに至った。もはや表決が行われる事はない。指導者が決定を下すのだ。」とヨーゼフ・ゲッベルスが日記に記すほどになった。

## 内容

### 民族の指導者
ナチズムではドイツ民族という「種に即した生存形式」は「伝統的意味における国家ではなく、ただ一人の指導者と被指導者団から成る民族共同体」であると考えられていた。指導者は、種としての同一性（Artgleichheit）を持つ民族すべての人々を指導（Führung）することによって、民族共同体を再形成させて「民族としての最終目標」へと導く存在であった。
ヒトラーの著書「我が闘争」では、「民主主義的大衆思想を拒否し、最良の民族、それ故、最高の人間にこの世界の支配権を与えようとする世界観は、この民族の中にあっても、同じ貴族主義的原理に基づき、最良の人物に民族の指導と最高の影響力を保障するようにしなければならない」としている。すなわち民族の一般人は民族全体の問題を洞察できないため、「（民族全体の）諸力を、しかるべき課題に向けて、適切な方法で、適切な場で、適切な時期に投入する」能力を持つ指導者が必要であると説明されている。指導者は民族共同体が必要とする時「必然的現象」により出現する、民族共同体の唯一の代表者であった。指導者は民族の最良の血から生まれた民族最良の頭脳を持つ無謬の存在であり、その権威は法や行為の結果ではなく、「民族の存在」そのものから発せられるとした。ただし、この無謬性は絶対主義に見られる神の恩寵によるものではなく、民族共同体の性格から生まれるものとされた。
ナチ時代の法学者は指導者は法律によって支配されるものではないとし、法の上に置かれた。また法源が民族共同体の秩序に発し、指導者の示す法原理が最高法規となるとした上で、国家はその法原理を実現するための存在であるとした。このため表明されたヒトラーの意思は、いかなる法的根拠や副署を持たなくても、憲法的性格を持つものとなった。これを法務担当国家弁務官を勤めたハンス・フランクは「一切の法は指導者から由来する」と端的に語っている。

### 指導

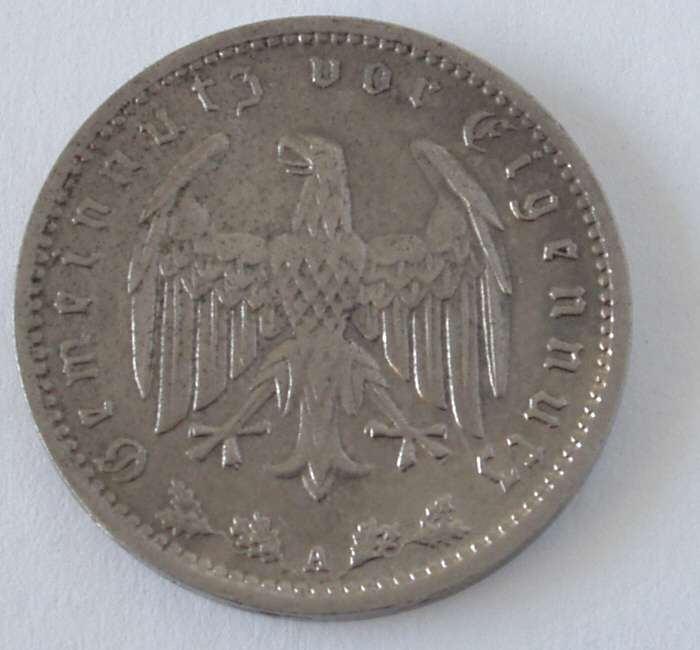
「公益は私益に優先する（Gemeinnutz vor Eigennutz）の」言葉が刻まれた1ライヒスマルク貨幣（1937年発行）

指導は共同体を形成し、生を作りかえる「共同体に対して行われる特殊な政治行為」と定義されている。特殊な政治行為とは、民族の最終目標を実現するための、民族の全ての生を整序する活動であった。共同体成員は共同体に根ざし、共同体の中に全存在が組み込まれた共同体人格として存在するべきであり、独立の個人人格などは存在してはならないものであった。「汝は無であり、汝の民族が全てである」「公益は私益に優先する（Gemeinnutz vor Eigennutz）」というスローガンがくりかえし唱えられた。そのため指導の範囲は国家権力のような範囲の限定されたものではなく、共同体成員の私生活を含む「人間活動のあらゆる領域」に及んだ。これは「全体性の法則」とされ、「全体性の法則が運動の最高原理であり、ライヒ指導部の一切の措置はこの法則により支配される」とされた。この理論に基づき、民族全体を調整する行為がナチス時代に行われた強制的同一化（Gleichschaltung）と呼ばれる措置である。
党とナチズムは共同体を民族の最終目標に向けて変革させる行動を行う「運動」と定義されていた。目標に向かい運動することは民族の生の本質であり、民族共同体の人種的価値を高めるためのものとされた。また民族は世代交代するため、運動は永続的なものでならなかった。このため指導者の指導は通常の統治のような秩序の形成と維持にあるのではなく、最終目標に向かって共同体を変革し続ける、永久の革命と定義されている。

### 指導の実行
指導者一人では民族指導の目的は実現できないため、その補助をする存在が必要であった。そのための存在がナチ党であり、党は民族指導を安定して実現する前提条件を創造するための存在であると定義された。その中でも特に高い地位を持つ者が、指導者に直属する最高政治指導者から末端の組織指導者に至る「位階制」をとる政治指導部であった。
政治指導部を構成する政治指導者は党の中での激しい権力闘争が行われることにより生み出される。権力闘争を勝ち抜く者は優れた能力を持つ者であり、優れた能力を持つということは優れた人種であるということになる。彼らはドイツ民族だけではなく、世界の運命を指導する新たな貴族階級となるべき存在であった。彼らは指導者との「人格的合一」を根拠に、指導者から民族指導のために必要な権限を授けられ、その権限の範囲内において「指導の実行」を行った。しかしその地位は指導者との人格的な距離の大小によるものであり、指導者の一言で排除される存在であった。
指導の実行においては法令の解釈や文言そのものではなく、「固有の責任を負う協働者」として「指導者の意思」を実行することが問題であるとされた。このため党や各指導者が背後関係を公にしたくない場合には、明確で詳細な命令を出さず、部下が忖度して行動するような指示を行うこともあった。例としては、大使館員エルンスト・フォム・ラートがユダヤ人少年に殺害された際、宣伝大臣ヨーゼフ・ゲッベルスの口頭指示を受け取った党指導者がその意図をくみとり、水晶の夜と呼ばれるユダヤ人迫害活動を行ったことが、党最高裁判所の報告に残っている。党最高裁判所はこのような方式が規律を乱すことにつながりかねないとして憂慮する旨を記しているが、ヒトラー自身はこのような自由裁量の必要性を認めていた。また、その行動が指導者の意思に沿うものである限り、常に合法的であるとみなされた。

### 忠誠と服従
被指導者団は指導者と同じ血を持っているため、指導者と同じ精神的傾向を持つ。そのため指導者と同じ世界観・生存法則・最終目標を持っている。従って本来は指導者の方針に従うことに、強制力となる命令などの実力の存在は不要であるとされる。しかし被指導者層にも能力の差が存在するため、指導者の指導を完全に理解できないこともある。また指導が時には共同体の生存法則や世論と無関係であったり、反発を招く事態も想定される。すなわち指導者が体現している民族意思と、民族の主観的な多数意思は必ずしも一致しない。そのため指導者による共同体に対する命令と、それに対する服従を完全に放棄することは不可能であった。これら指導者原理に基づく指導者が民族意思を体現する体制は「ドイツ民族のもっとも内奥の本質に合致する真の民主主義」である「ゲルマン民主主義」であるとされた。
そして指導者の指導が共同体の理念や精神にのっとったものである以上、民族が指導者の指導に背く必要はないため、同じ血を持つ民族にとって服従は必然的な現象であるとされた。このことを法相オットー・ティーラックは「忠誠は最も重要なドイツ的遺産である」と説明している。さらにヒトラーは盲目的服従を共同体全体の「生存の掟」とし、「すべてのドイツ人に対し私は要求する。汝らもまた服従する能力を身に付けねばならない。服従する事をなにか自明と感じる民族こそが健全な民族である。」と語っている。ヘルマン・ゲーリングの唱えたスローガン、「指導者が命令する、われわれは従う！」はこれに答えたものである。従って忠誠義務を遵守せず、服従しえない者は共同体の敵であり、共同体から追放・抹殺するべきものであった。

## 影響
この指導者原理に基づき、ヴァイマル共和政期に発展したドイツにおける民主的な制度や手続きは悉く消滅した。地方では指名された市長が、選挙された地方政府に置き変えられた。選挙制度を持つ団体や組合は、指名した指導者による委任団体に置き換えられた。経済分野でも、1934年には「ドイツ経済有機的構成準備法」が施行され、その第一条で「指導者原理の採用」が規定され、ナチズムに基づいた指導を行うことが規定された。分野別に再編された集団が結成され、各集団に経済大臣の任命による指導者（Leiter）が置かれた。各集団はその下部にさらに集団を持つ階層を形成した。
しかし、大幅な自由裁量権を認められた各指導者の管轄や職責は重複しており、また闘争を重視する思想のため、相互の調停はほとんど成立しなかった。このため権力闘争が加熱し、闘争を調停しうる唯一の存在であるヒトラーの権威は更に高まった。しかし、彼自身が実際の調停を行う例は少なく、ヒムラー、ダレ、ローゼンベルク、ボルマンといった各党幹部は、シンボリックなヒトラーの意思を自己流に解釈し、それぞれ異なる方向へ「指導の実行」を行うための激しい闘争を行った。つまりは、指導者原理こそが民族共同体の実現を妨げ、最終的に体制の崩壊を招いたとも言える。また、法令よりも指導者の意思が重視された結果、アルベルト・シュペーアは、多くの役人がヒトラーの不在時に決定を行うことを恐れていたと記している。
日本における経済の新体制運動でも指導者原理の導入が主張された。企画院が出した経済新体制確立要綱ではその主旨は「国家経済に綜合的計画性を与ふることを目的とし、公益優先を第一義とする指導者原理によって貫かれ、且つそれを具現し得る経済組織を確立せんがため、経済団体の整備強化を図る」という文があった。この要綱へのナチズムの影響は骨抜きになったとする安藤良雄の見解、安藤の意見を否定しながらもむしろソ連型計画経済の影響を見る中村隆英の見解、ナチズムの影響を強く受けたとする柳澤治の見解等がある。

## 評価
イタリアの哲学者ジョルジョ・アガンベンは、ヒトラーは彼自身を古代ローマの「権威」(auctoritas)の再来であり、彼自身が生きた法であるとみなしていた、と論じている。「指導者原理」は軍事組織の機能でも同様で、今日でも似たような権威的な構造が使われ続けており、民主的な国家の構成員の中でさえ、抑制された行動規範とみなされている。「指導者原理」の市民的使用の正当化としては、指導者への服従が、彼らがそれに値すると共有できる秩序や繁栄を生み出すことである。